# Jacob Jensen (1819-1882)
 Der er for få eller ingen kildehenvisninger i denne artikel, hvilket er et problem. Du kan hjælpe ved at angive troværdige kilder til de påstande, som fremføres i artiklen.

 Der er flere personer med dette navn, se Jacob Jensen.
Jacob Jensen (25. august 1819 i Vivild Sogn – 12. marts 1882) var en dansk skolelærer og politiker. 
Han var søn af gårdmand Jens Jacobsen, fik eksamen fra Lyngby Seminarium i 1843 og blev ansat i Vidstrup i Hvorslev Sogn; men allerede i 1847 flyttede han til Sall, hvor han virkede som lærer lige til sin død i 1882.
Ved folketingsvalget i 1852 stillede han op for Venstre i Sønder Vingekredsen; men Højres kandidat, kammerherre Mathias Hans Rosenørn blev valgt ved kåring. I maj 1853 forsøgte han igen i samme kreds, men trak sin kandidatur før valget. 1854 stillede han op i Mariagerkredsen, og her blev han valgt ved kåring. Året efter mistede han dog igen sit mandat.
Først i 1866 blev han igen opstillet i kredsen. Denne gang blev han støttet af sin gode ven Lars Bjørnbak. Han tabte dog til godsejer Alfred Hage; men ved valget i oktober samme år lykkedes det Jacob Jensen at få 5 stemmer mere end Hage. Valget blev derpå forkastet, men ved omvalget 3 måneder senere fik Jacob Jensen en del flere stemmer og blev valgt.
Han var nu medlem af Folketinget indtil 1869. Han stillede op til valgene i 1872 og 1876, men tabte begge gange til Højres kandidat.
I slutningen af 1881 fik han en blodprop. Derfor tog han sin afsked den 1. januar 1882. Han købte en gård i Laurbjerg og ville flytte dertil, men allerede den 12. marts 1882 døde han. Han blev begravet på Sall Kirkegård.